# NGC 1169
في الفهرس العام الجديد NGC 1169 هي مجرة حلزونية ضلعية متوسطة تعرض هيكل حلقي بسيط .تقع NGC 1169 في إتجاة كوكبة حامل رأس الغول على بعد يترواح مابين 20,9 مليون فرسخ فلكي - 49,7 مليون فرسخ فلكي بمتوسط مسافة تقدر بحوالي 35,1 مليون فرسخ فلكي.
NGC 1169 لها مركز محمر، مما يدل على أن هذة المنطقة يهيمن عليها النجوم الأكبر سنا. في المقابل تحتوي الحلقة الخارجية على نجوم زرقاء وبيضاء كبيرة مما يعني أنها نجوم تشكلت مؤخرا. والمجرة بأكملها تدور بسرعة 265 كم/ثانية تقريبا. اكتشفت المجرة في (11 ديسمبر 1786) من قبل ويليام هيرشل.

NGC 1169

## وصلة خارجية
- NGC 1169 على موقع ويكي سكاي: DSS2, SDSS, GALEX, IRAS, Hydrogen α, X-Ray, Astrophoto, Sky Map, Articles and images